# Hotel Erotica
Hotel Erotica è una serie televisiva statunitense composta da due stagioni trasmesse dal 2002 dal canale via cavo Cinemax nelle ore notturne ("Max After Dark").
La serie è un'antologia softcore.
Interrotta nel 2003, riprende nel 2006 con il titolo Hotel Erotica Cabo.

## Struttura degli episodi
Normalmente la storia vede la proprietaria dell'hotel leggere la lettera di un ex ospite, che racconta di un'esperienza a sfondo sessuale vissuta nell'hotel: la puntata è quindi un flashback di tale esperienza.
Nella prima stagione la proprietaria dell'hotel è Cloe Wilson (Lauren Hays), nella seconda è Jenny (Tina Wiseman).

## Guest star
La serie vanta numerose partecipazioni celebri: alcuni esempi sono Beverly Lynne, Monique Parent, Angela Davies, Jenna Jameson, Ron Jeremy e Candice Michelle.

## Hotel Erotica Cabo
Nel 2006 la serie viene rilanciata con il titolo Hotel Erotica Cabo.